# Субатомна частинка
Субатомна частинка — фізичний термін, який об'єднує всі частинки в певному сенсі «дрібніші» за атом, наприклад, електрон, кварк, нейтрон тощо. 
Він охоплює фундаментальні частинки, елементарні частинки, та композитні частинки, тобто такі, які за сучасними уявленнями складаються з інших елементарніших частинок. Наприклад, протон і нейтрон утворені трьома кварками, кожен.
Назва субатомна частинка пов'язана з тим, що за уявленнями атомістики атоми повинні були бути найдрібнішими частинками, що утворювали б усі фізичні тіла. Однак, майже одразу ж після відкриття атома, була відкрита інша, набагато легша заряджена частинка електрон, а згодом побудована планетарна модель атома, в рамках якої атом складався із ядра і електронів.
На початок 21 ст. перелік відкритих субатомних частинок великий. Існує не менше гіпотетичних частинок, відкриття або заперечення існування яких лежить за межами можливості експериментальних установок. Тільки деякі із субатомних частинок стабільні. Більшість із них мають дуже короткий час життя. Вони народжуються при зіткненні високоенергетичних стабільних частинок і розпадаються, утворюючи інші стабільні частинки. Багато субатомних частинок проявляються на експерименті тільки у вигляді резонансів.
Стандартна модель фізики елементарних частинок виділяє серед великого різноманіття субатомних частинок фундаментальні. Серед них 12 ферміонів, кожен із яких має свою античастинку, та частинки-переносники взаємодій — калібрувальні бозони.